# Partisanenlazarett Franja
Koordinaten: 46° 9′ 0″ N, 14° 1′ 38″ O

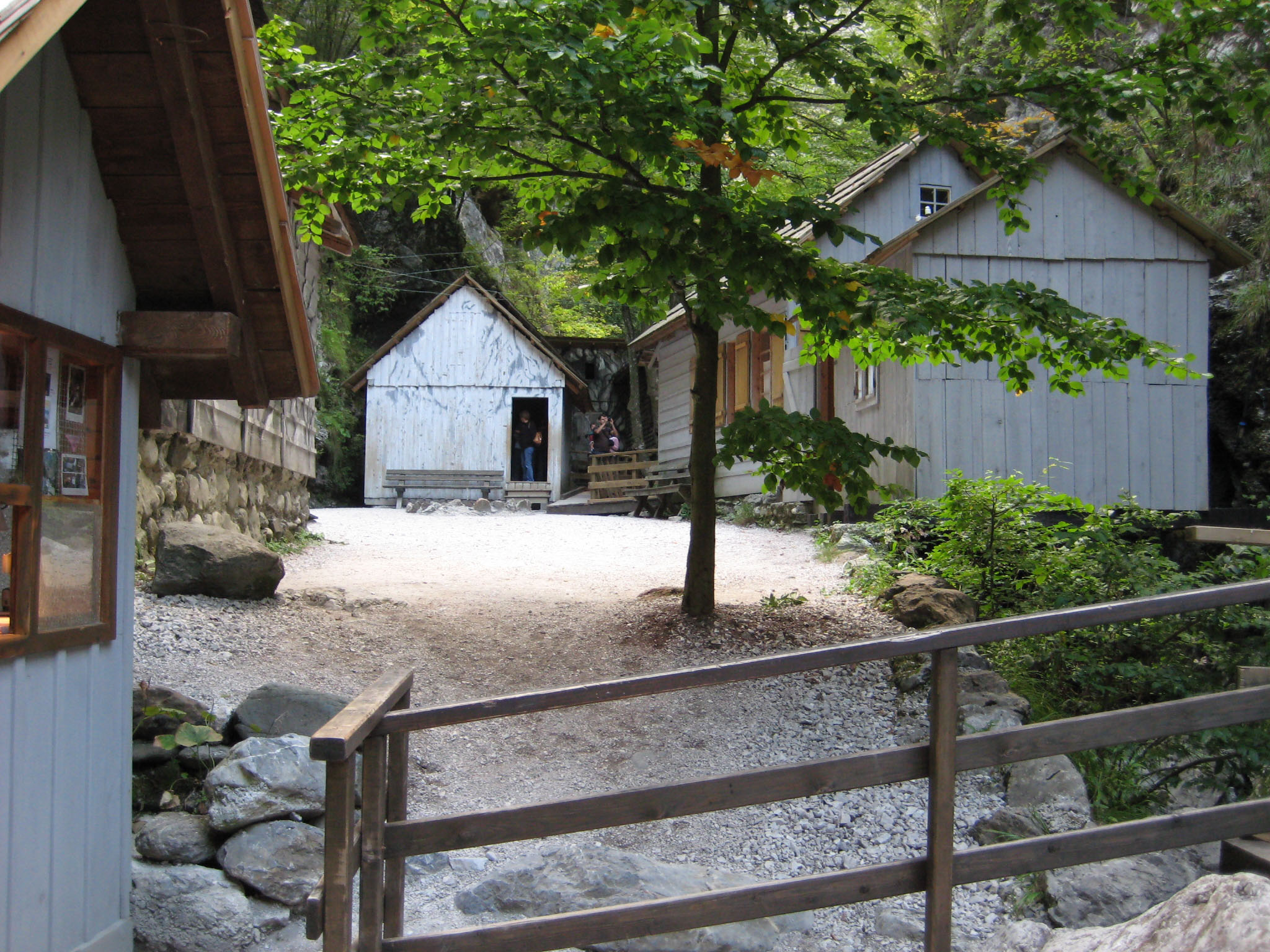
Partisanenlazarett Franja drei Tage vor der Flutkatastrophe

Das Partisanenlazarett Franja war während des Zweiten Weltkriegs ein geheimes Partisanenkrankenhaus in der Nähe des Weilers Dolenji Novaki, der nordöstlich von Cerkno im westlichen Slowenien liegt. Es diente von 1944 bis zum Kriegsende 1945 der Versorgung von verwundeten jugoslawischen Partisanen. Obwohl die Wehrmacht mehrere Versuche unternahm, das Lazarett zu finden, konnte es nie entdeckt werden. Seit 1963 ist es Teil des Stadtmuseums Idrija.
Am 18. September 2007 wurde die Anlage bei einer Flutkatastrophe stark zerstört und war bis Mai 2010 zu Zwecken des fast vollständigen Wiederaufbaus geschlossen.  Am 13. Juli 2023 beschädigten heftige Regenfälle das Gelände erneut und zerstörten drei Gebäude vollständig. Dabei wurden drei weitere Gebäude beschädigt, elektrische Leitungen zerstört und der Zugang zum Eingangsgebäude gesperrt.

## Geschichtlicher Überblick
Das Lazarett wurde im Dezember 1943 unter Leitung des Arztes Dr. Viktor Volčjak in der abgelegenen Pasica-Klamm errichtet. Da die Schlucht unzugänglich war, mussten zunächst Brücken errichtet werden. Um die Lage geheim zu halten, wurden Patienten während des Transportes die Augen verbunden. Das Lager wurde außerdem durch Minenfelder und Maschinengewehrstellungen gesichert.
Die ersten Verwundeten wurden am 23. Dezember 1943 eingeliefert. Im Januar oder Februar 1944 übernahm die Ärztin Dr. Franja Bojc-Bidovec die Leitung des Krankenhauses, das nach ihren Vornamen benannt wurde. Bis auf eine 3-monatige Unterbrechung arbeitete sie bis zum Kriegsende im Krankenhaus. Unterstützt wurde sie von einer Krankenschwester und angelernten ehemaligen Verwundeten. In knapp 18 Monaten wurden insgesamt 578 Personen, davon 80 Angehörige anderer Nationen, behandelt. 61 Patienten verstarben.
Im Lauf der Zeit wurde die Anlage sukzessive auf elf größere Baracken erweitert, die zur Tarnung mit Moos und Zweigen gedeckt sowie außen mit einem Flecktarn-Anstrich versehen wurden. Das Lazarett war für die damaligen Verhältnisse gut ausgestattet. In einer größeren Baracke mit Fenstern befanden sich der Operationssaal und das Röntgengerät. Außerdem wurden auf dem Gelände eine Holzhütte für Invaliden, eine Isolierstation, eine Baracke mit Sanitäranlagen, mehrere Krankenstationen sowie eine Wäscherei errichtet. Die Wasserversorgung erfolgte über einen Hochbehälter und Strom wurde aus einem eigenen Wasserkraftwerk bezogen. Das Lazarett konnte insgesamt 108 Patienten aufnehmen.

## Lageplan

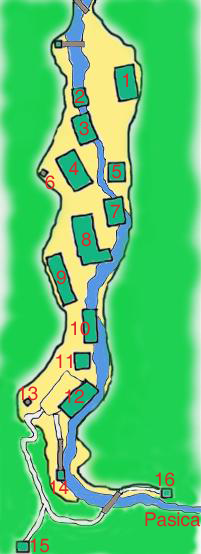
Lageplan

Lageplan der Lazarettgebäude vor der Flutkatastrophe:
1. Verwundetenbaracke, Bunker
2. Isolierstation
3. Operationssaal
4. Arztbaracke
5. Röntgenbaracke
6. Krankentragen-Lager
7. Krankenhausküche
8. Küche
9. Verwundetenbaracke, Speisesaal
10. Verwundetenbaracke, Lager und Schreinerei
11. Pflegerbaracke
12. Sanitäranlagen, Wäscherei
13. Krankenstube, Behandlungsraum
14. Wassertank
15. Wasserkraftwerk
16. Leichenhalle
17. Bunkerstellung oberhalb der Pasica-Klamm

## Bedeutung
- Franja wurde am 16. Juni 2000 von der Republik Slowenien der UNESCO als UNESCO-Welterbe vorgeschlagen. Bislang (Stand: Oktober 2023) wurde über eine Aufnahme noch nicht entschieden.[5]
- Am 19. November 2003 brachte die Pošta Slovenije zum 60. Jahrestag der Eröffnung des Partisanenlazaretts eine Sonderbriefmarke zu 76 Tolar (ca. 0,32 Euro) in einer Auflage von 70.000 Stück heraus, die zur „Briefmarke des Jahres“ wurde.[6]

## Weblinks

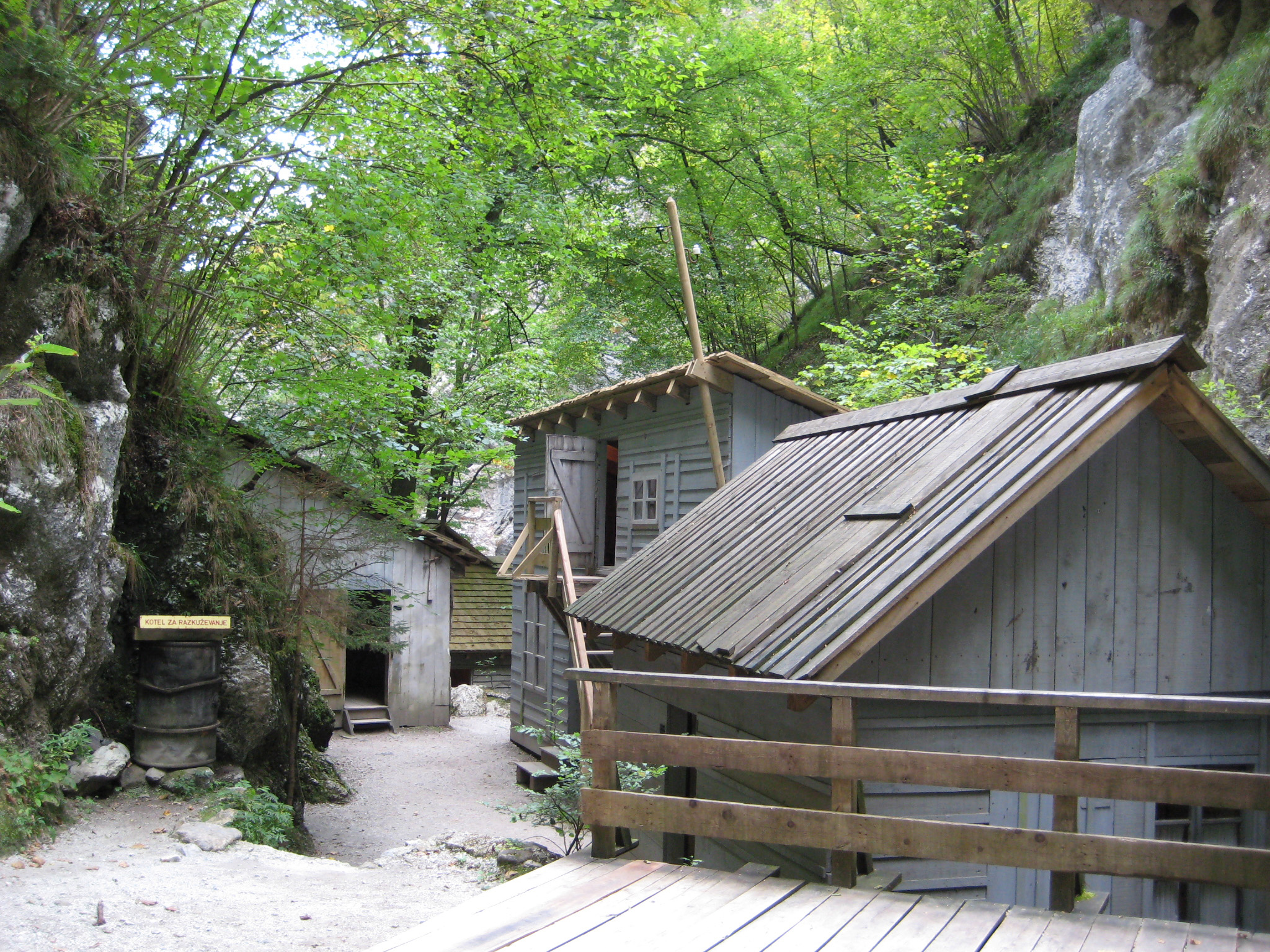
Ansicht vor der Flutkatastrophe